# Баргштедт (Гольштейн)
Баргштедт (нем. Bargstedt) — община в Германии, в земле Шлезвиг-Гольштейн.
Входит в состав района Рендсбург-Экернфёрде. Подчиняется управлению Норторфер Ланд. Население составляет 752 человека (на 31 декабря 2010 года). Занимает площадь 25,31 км².
Коммуна подразделяется на 5 сельских округов.